# Hímera del nord
El riu Hímera del nord (en grec antic Ἱμέρας 'Himéras') és un petit riu que neix al centre de l'illa de Sicília i desaigua a la mar Tirrena prop de la ciutat d'Hímera.
Píndar parla de la gran victòria del tirà Geló I de Siracusa en la Batalla d'Himera, que va tenir lloc a prop de la ciutat i: «A la vora de les belles aigües de l'Himera».
Les fonts posteriors diuen que el riu Hímera passava per Thermes, i això ha fet pensar que el riu Hímera és l'actual Fiume di Termini (a la part alta anomenat Fiume di San Lionardo), però sembla més probable que es tracti del Fiume Grande una mica més a l'est, que neix a les muntanyes Madonia prop de Polizzi i corre uns 15 km a l'est de Termini (l'antiga Therma), cosa que concordaria amb les indicacions d'Estrabó i Claudi Ptolemeu.